# Vardenis (Gegharkunik)
Vardenis (in armeno Վարդենիս?) è una città armena situata nella provincia di Gegharkunik, sulle sponde meridionali del lago Sevan.
La città fu fondata da profughi provenienti dall'Armenia occidentale nel 1830. Nella sua storia fu nota anche con i nomi di Vasakashen e Basargechar.
Circa 20 km a sud della città si trova il vulcano Porak.